# NGC 6980
NGC 6980 – gwiazda znajdująca się w gwiazdozbiorze Wodnika. Zaobserwował ją Guillaume Bigourdan 5 lipca 1886 roku i sądząc, że jest lekko zamglona, błędnie skatalogował ją jako obiekt typu „mgławicowego”. Jej jasność obserwowana to około 15m.